# Stana Alexandra
Stana Alexandra Erika (Nagyvárad, 1992. július 11. –) magyar profi táncos és műsorvezető.

## Élete
Stana Alexandra Erika 1992. július 11-én született Nagyváradon. Anyja koreográfusként és a tornászok balettmestereként dolgozott. Már gyerekkorában megmutatkozott tehetsége a táncban. Szertornászokkal kezdett edzeni, majd 13 évesen versenytáncolni kezdett. Középiskolai tanulmányait 2011-ben fejezte be a Madách Imre Gimnáziumban. A versenytánc után egy évet Markó Iván társulatánál töltött, aztán a Táncművészeti Egyetemen szerzett BA-diplomát. A diploma  megszerzése után az Experidance társulatába került szereplőként és asszisztensként.
Televíziós karrierjét a Dancing with the Stars első évadában indította el. Azóta rengeteg műsorban részt vett versenyzőként és műsorvezetőként.

## Televíziós szereplései
| Év        | Műsor                  | Szerep        | Csatorna |
| --------- | ---------------------- | ------------- | -------- |
| 2020–2024 | Dancing with the Stars | versenyző     |          |
| 2023      | Párharc                | versenyző     |          |
| 2023      | Szerencsekerék         | versenyző     |          |
| 2023      | Ütős Ötös              | versenyző     |          |
| 2023–2024 | Zsákbamacska           | szerencselány |          |
| 2024      | TV2 Titkok Ramónával   | szereplő      |          |
| 2025      | Password – A jelszó    | versenyző     |          |